# Mickaël Alphonse
Mickaël David Alphonse (* 12. Juli 1989 in Champigny-sur-Marne) ist ein ehemaliger französischer Fußballspieler.

## Karriere

### Verein
Alphonse begann seine fußballerische Laufbahn beim Amateurverein Louhans-Cuiseaux FC, für die er bis Sommer 2010 58-Mal auflief und acht Tore erzielen konnte. Anschließend wechselte er zum FC Rouen und kam dort, ebenfalls in der National, der dritten französischen Liga zu 18 Einsätzen. Nach nur einer Saison dort wechselte er in die vierte Liga, die National 2, wo er bei der AS Moulins unterschrieb. 2011/12 lief er hier 14-Mal auf und in der darauffolgenden Saison bereits doppelt so oft. Daraufhin wurde er vom Drittligisten FC Bourg-Péronnas verpflichtet. Hier war Alphonse gesetzt und spielte ganze 30 Saisonspiele. In der Saison 2014/15 kam er in 24 Drittligaspielen zum Einsatz und schoss sein erstes Tor für den Verein. Nachdem man am letzten Spieltag den zweiten Tabellenplatz eroberte, stieg Alphonse mit seinem Team in die Ligue 2 auf. Direkt am ersten Spieltag stand er über 90 Minuten auf dem Feld und gab bei einer 1:3-Niederlage gegen den AC Le Havre sein Profidebüt. Bereits anderthalb Monate später schoss er bei einem Sieg über Stade Brest sein erstes Tor im Profibereich. Auch in der Ligue 2 war er absoluter Stammspieler und spielte in der Saison 2015/16 39-Mal, wobei er dreimal traf.
Im Sommer 2016 wechselte er schließlich zum Ligakonkurrenten FC Sochaux. Auch hier war er gesetzt, spielte 34 Ligaspiele und kam mit seiner neuen Mannschaft bis in das Viertelfinale der Coupe de la Ligue. In der Saison 2017/18 spielte er jedoch nur noch 24 von 38 möglichen Ligaspielen und schoss dabei zwei Tore.
Daraufhin wechselte er erneut, dieses Mal in die Ligue 1 zum FCO Dijon. Sein Debüt in der ersten Liga gab Alphonse am 6. Oktober 2018 (9. Spieltag) nach später Einwechslung gegen den SC Amiens. Bereits bei seinem nächsten Einsatz drei Wochen später schoss er bei einem 2:2-Unentschieden gegen die AS Monaco sein erstes Tor in der Ligue 1. Dennoch war er bei Dijon nicht gesetzt und spielte lediglich elf Ligaspiele und zwei zusätzliche in der Abstiegsrelegation, die man gewinnen konnte, wodurch man die Klasse hielt. In der verkürzten Saison 2019/20 spielte er in 17 von 28 möglichen Spielen und stand zudem in drei Pokalspielen auf dem Platz.
Nach jener Saison wechselte er schließlich zurück in die Ligue 2 zum SC Amiens. Hier war er sofort die erste Wahl auf der rechten Abwehrseite und schoss drei Tore und gab drei Assists in 34 Ligaspielen. Bis Ende Januar der Folgesaison spielte er 16-Mal und schoss ein weiteres Tor für den Klub.
Ende der Winterpause 2022 wechselte er nach Israel in die Ligat ha’Al zu Maccabi Haifa. Sein Ligadebüt in Israel gab er am 7. Februar 2022 (21. Spieltag) bei einem 6:0-Sieg über den MS Aschdod, nachdem er eingewechselt wurde. Insgesamt spielte er 15 Ligaspiele für Haifa und gewann mit seinem Team den israelischen Meistertitel.
Nach nur einem halben Jahr dort kehrte er im Sommer 2022 nach Frankreich zurück und unterschrieb bei Ligue-1-Aufsteiger AC Ajaccio. Bei diesem kam er im Laufe der Saison 2023/23 nochmal zu einigen Einsätzen, wurde aber gerade zum Ende der Saison von einigen Verletzungen geplagt. Am Ende stieg Ajaccio ab und spielte mit diesen noch einmal bis Ende August 2023 in der Ligue 2 weiter. Danach verließ er den Klub jedoch und gab wenige Monate später, im November 2023 sein Karriereende als Spieler bekannt.

### Nationalmannschaft
Alphonse kam von 2018 bis Juli 2021 zu 10 Spielen für die Fußballnationalmannschaft von Guadeloupe. Sein Debüt feierte er am 11. September 2018 gegen die Fußballauswahl von St. Martin, als seine Mannschaft 3:0 gewann. Er spielte unter anderem den Gold Cup 2021 mit, wo er sein Team als Kapitän anführte, es jedoch in der Gruppenphase bereits scheiterte.
Im Jahr 2023 kehrte er nochmal in die Nationalmannschaft zurück und spielte erst in der CONCACAF Nations League und nahm mit seinem Team dann auch am Gold Cup 2023 teil. Ein 5:0-Sieg mit seiner Mannschaft über St. Kitts und Nevis am 19. November 2023 in der Nations League Gruppenphase war dann auch sein letztes Spiel als Profi, nachdem er wenige Monate zuvor schon auf Klubebene seinen letzten Verein verlassen hatte.

## Erfolge
FC Bourg-Péronnas
- Zweiter der National und Aufstieg in die Ligue 2: 2015

Maccabi Haifa
- Israelischer Meister: 2022